# Вавилонская библиотека (сайт)
Вавило́нская библиоте́ка (англ. The Library of Babel, libraryofbabel.info) — веб-сайт, созданный бруклинским автором и программистом Джонатаном Базайлом в качестве визуализации идеи рассказа Хорхе Луиса Борхеса «Вавилонская библиотека» (1941). Сайт был запущен в 2015 году.

## Содержание веб-сайта
Веб-сайт «Вавилонская библиотека» представляет собой визуализацию идеи, заложенной в одноимённом рассказе Хорхе Луиса Борхеса о библиотеке, в которой содержатся все мыслимые текстовые сочетания. Содержимое библиотеки разделено на пронумерованные цифровые шестигранники, каждый из которых имеет 4 стены, 20 полок и 640 томов. Названия шестигранников ограничены 3360 буквенно-цифровыми символами. Всего в библиотеке доступно более 105229 шестигранников. Главная страница Библиотеки содержит справочную информацию, ссылку на форум и три варианта навигации по библиотеке.
Первый вариант предлагает пользователю выбрать шестигранник из списка или написать название вручную; после этого выбирается номер стены (от 1 до 4); дальше выбирается номер полки (от 1 до 5); затем выбирается номер книги (от 1 до 32).
Второй вариант предлагает найти определенный текст длиной до 3200 символов, состоящий из строчных букв английского алфавита, пробелов, запятых и точек. Поиск выдаёт страницу с точным результатом (введенный текст, вокруг которого только пробелы), страницу со случайными символами (введенный текст, вокруг которого случайные символы), страницу со случайными английскими словами (введенный текст, вокруг которого только английские слова) и книгу с введённым названием.
Третий вариант предлагает случайную книгу из случайного шестиугольника, случайной стены и полки.
Из-за того, что в библиотеке содержится бессмыслица, похожая на теорему о бесконечных обезьянах, существует функция «Anglishize», которая выделяет среди бессмыслицы действительно существующие английские слова и группы слов.

## Алгоритм
Базайл быстро понял, что настоящая оцифрованная Вавилонская библиотека потребует больше места для цифрового хранения, чем можно себе представить. Чтобы обойти это ограничение, он разработал алгоритм для моделирования библиотеки, который генерирует «книгу» путём перебора 29 символов: 26 английских букв, пробела, запятой и точки. Каждая книга помечена координатой, соответствующей её месту в шестигранной библиотеке (названию шестигранника, номеру стены, номеру полки и названию книги), так что каждая книга может быть найдена на том же месте каждый раз. Веб-сайт может генерировать все возможные страницы из 3200 символов и позволяет пользователю выбрать около 104677 потенциальных страниц книг.

## Восприятие
Сайт Вавилонской библиотеки привлёк внимание учёных, особенно тех, кто работает на стыке гуманитарных наук и цифровых медиа. В частности, Зак Зиммер писал в книге «Есть ли у библиотекарей Борхеса тела»: «Визуализация Базайла, возможно, является наиболее бесчеловечной из всех визуализаций Библиотеки, поскольку помимо того, что его библиотекари доведены до самоубийственного безумия или философской покорности, они стали такими же лишёнными смысла, как и сами книги, наполненные тарабарщиной». Журналист Джерри Адлер охарактеризовал веб-сайт как «возможно, самое обворожительное из бесполезных изобретений в истории».

## Создатель
Джонатан Базайл — бруклинский писатель и программист. Базайл написал две книги, одна из которых была опубликована издательством Punctum Books. В одном интервью Базайл рассказал: «Как-то ночью я лежал в кровати, и идея онлайн Вавилонской библиотеки пришла ко мне в голову [...] Моей первой мыслью было — это уже должно существовать. Это кажется таким естественным расширением возможностей компьютера, что я был уверен, что кто-нибудь уже это сделал. На следующий день, немного волнуясь, я поискал, но был разочарован. С того момента мне было суждено реализовать это» — говорил Базайл в одном интервью.